# Шавырин, Борис Иванович
Бори́с Ива́нович Шавы́рин (1902 — 1965) — советский конструктор миномётного и реактивного вооружения. Герой Социалистического Труда (1945). Член-корреспондент Академии артиллерийских наук (1949). Доктор технических наук (1952). Лауреат Ленинской премии и трёх Сталинских премий.

## Биография
Родился 27 апреля (10 мая) 1902 года в Ярославле в семье железнодорожного рабочего. С 1919 года трудился учеником подручного, агентом окружной продовольственной комиссии, заведующим информационного продотряда, масленщиком и мотористом на нефтескладе. Окончил Ярославский вечерний рабочий факультет (1925), затем МВТУ имени Н. Э. Баумана (1930) по специальности «инженер-механик». Работал инженером в производственном отделе Орудийно-оружейно-пулемётного объединения (Москва), параллельно занимался преподавательской деятельностью, вёл в МВТУ курс сопротивления материалов.
С 1932 года — старший инженер-конструктор, затем начальник КБ на заводе «Красный Октябрь» в Харькове.
В апреле 1936 года переведён инженером-механиком технического отдела на заводе № 7 в Ленинграде. В 1937—1938 годах — в Специальном конструкторском бюро № 4 (СКБ-4) при Ленинградском артиллерийском заводе № 7 имени М. В. Фрунзе (завод «Арсенал») под руководством Шавырина и при его непосредственном участии была создана система советского миномётного вооружения (50-мм ротный, 82-мм батальонный, 107-мм горно-вьючный и 120-мм полковой миномёты).
Опыт боевых действий на Халхин-Голе и особенно во время финской войны 1939—1940 годов убедительно показал, что миномёты являются незаменимым оружием пехоты в современном бою, особенно в условиях закрытой труднопроходимой пересечённой местности.
В соответствии с Постановлением ЦК ВКП(б) от 30 января 1940 года «Об увеличении производства миномётов и мин», был увеличен выпуск миномётов и расширены опытно-конструкторские работы по ним в других КБ.
Помимо миномётов в 1939—1940 годах СКБ-4 Шавырина разработало и сдало на вооружение ВМФ большой морской бомбомёт БМБ-1 для глубинных бомб, которым оснащались корабли противолодочной обороны.
Накануне Великой Отечественной войны Наркомат госбезопасности завёл на Шавырина уголовное дело по обвинению его во «вредительстве, злостном и преднамеренном срыве создания миномётов», распоряжение о его аресте было подписано наркомом госбезопасности и генеральным прокурором. Однако по настоянию наркома вооружений Б. Л. Ванникова он не был осуждён. Тем не менее главный конструктор практически всех советских миномётов Шавырин был вынужден из СКБ-4 перейти на работу в СКБ НИИ-13.
С первых же дней Великой Отечественной войны конструкторский коллектив под руководством Шавырина, эвакуированный в Пермь, настойчиво работал над модернизацией и упрощением конструкций миномётов.
Придавая особое значение дальнейшему совершенствованию миномётного вооружения, 11 апреля 1942 года ГКО принял постановление, на основании которого в подмосковной Коломне на территории завода № 4 на базе специалистов СКБ НИИ-13, конструкторов ленинградского завода № 7 и киевского КБ «Арсенал» было создано Специальное конструкторское бюро гладкоствольной артиллерии (СКБ ГА, ныне ОАО «Научно-производственная корпорация „КБ машиностроения“»), при котором было создано опытное производство. Шавырин был назначен начальником и главным конструктором СКБ, он оставался руководителем СКБ до конца жизни. За три военных года в самых неблагоприятных условиях, наряду с технической помощью серийным заводам, конструкторы и инженеры Специального конструкторского бюро выполнили порядка 50 ОКР и НИР, из них половина завершилась изготовлением опытных образцов оружия. Простота и технологичность конструкций советских миномётов позволили развернуть в короткие сроки их массовое производство и полностью обеспечить потребности фронта.
После окончания войны с принятием на вооружение (а значит и в серийное производство) новых образцов наркоматы уже не торопились. Высказывались даже мнения, что, якобы, миномёты исчерпали себя. И всё же в начале 1950-х были сданы на вооружение 160-мм миномёты и 240-мм миномёты, а также 82-мм и 107-мм безоткатные орудия сопровождения пехоты. Позднее разработаны и изготовлены два опытных образца миномёта на гусеничном ходу калибра 420 мм с дальностью стрельбы до 25 км миной со спецзарядом (ведущий конструктор С. П. Ванин). Внушительные орудия прошли на военном параде по Красной площади. На этом этап работы СКБ под руководством Шавырина по гладкоствольной миномётной артиллерии закончился.
Вторая мировая война дала мощный толчок обновлению вооружений ведущих стран, в том числе и СССР. В связи с возросшей ролью бронетехники были востребованы массовые средства её поражения кумулятивными зарядами, причём с высокой точностью. Специалисты доказали, что такую боевую задачу успешно могут выполнять ПТУР — противотанковые управляемые ракеты, к разработке которых немцы приступили ещё в конце войны. Эти проекты были потом продолжены в ряде западных стран. Для СКБ это была твёрдая перспектива, и главный конструктор ухватился за новую тематику. Под руководством Бориса Ивановича Шавырина был разработан комплекс «Шмель» (конструктор С. П. Непобедимый), который в 1960 году показал хорошие результаты на полигоне в присутствии Н. С. Хрущёва. Результатом напряженного труда главного конструктора стали так же: комплекс «Скорпион», комплекс «Малютка», переносной зенитно-ракетный комплекс «Стрела-2», подвижный комплекс с баллистической ракетой «Гном».
Доктор технических наук (1952), член-корреспондент ААН (1949).
Умер 9 октября 1965 года. Похоронен в Москве на Новодевичьем кладбище (участок № 6).

Могила Шавырина на Новодевичьем кладбище Москвы.

## Награды и звания
- Герой Социалистического Труда (16 сентября 1945)
- два ордена Ленина (8 июня 1939; 16 сентября 1945)
- орден Суворова II степени (18 ноября 1944)[6]
- два ордена Трудового Красного Знамени (16 апреля 1942, 13 мая 1952)
- медали
- Ленинская премия (1964)
- Сталинская премия I степени (10 апреля 1942) — за разработку конструкций миномётов
- Сталинская премия II степени (1950) — за работу в области вооружения
- Сталинская премия II степени (1951) — за работу в области военной техники

## Память
- В Мемориальном парке Коломны установлен его бронзовый бюст (1985), одна из улиц Коломны названа его именем.
- Бюст Героя установлен в главном корпусе КБ машиностроения (Коломна), а на здании установлена мемориальная доска.
- В Ярославле существует проезд Шавырина (Дзержинский район).